# Тромлен
Тромлен або Тромелін (фр. Île Tromelin, вимовляється: [il tʁɔmlɛ̃]) — французький острів у Індійському океані, що входить до складу розсіяних островів в Індійському океані.

## Географія
Розташований в південній частині Індійського океану на схід від Мадагаскару. Острів Тромлен вулканічного походження. Був офіційно відкритий у 1722 році. Є предметом суперечок між Францією та Маврикієм. Контролюються Францією. На острові організований природний заповідник.

## Історія
У ніч з 31 липня на 1 серпня 1761 року на Тромлені, перевозячи полонених з Мадагаскару на Іль-де-Франс (насправді на острів Родрігес, щоб продати їх у рабство), зазнало корабельної аварії судно L'Utile. З екіпажу та пасажирів 18 потонули і 123 вижили. Що стосується полонених, то близько 72 загинуло і 80 вдалося врятувати. Із залишків корвбля команді вдалося побудуати човен, на якому вони відпливли з частиною полонених, залишивши на острові ще 60 бранців, пообіцявши за ними повернутись. Ті, хто вижив, залишалися там протягом п'ятнадцяти років, перш ніж у 1776 році їх врятував Жак-Марі Ланугі де Тромелен, який дав своє ім'я острову.

## Світлини

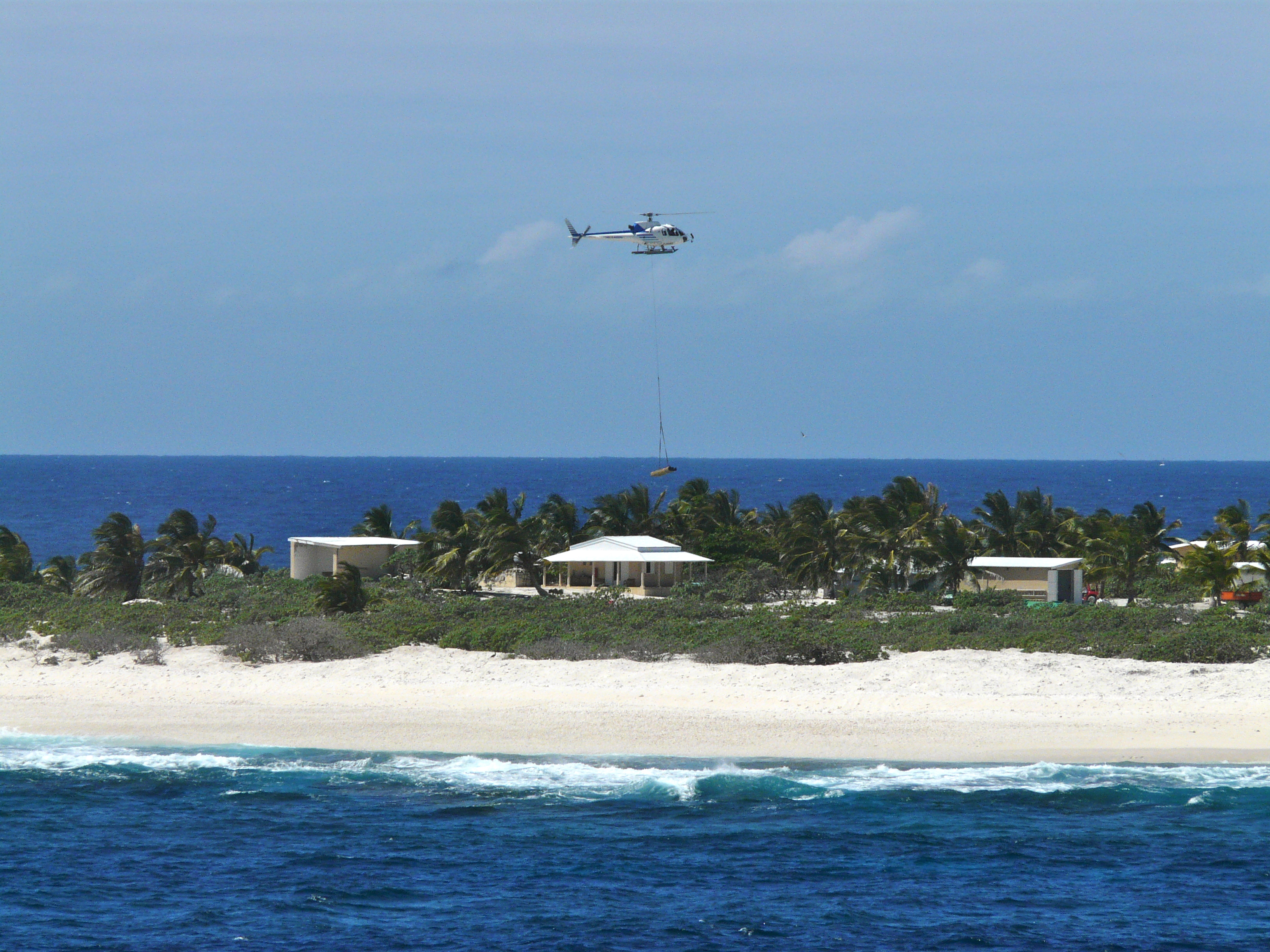
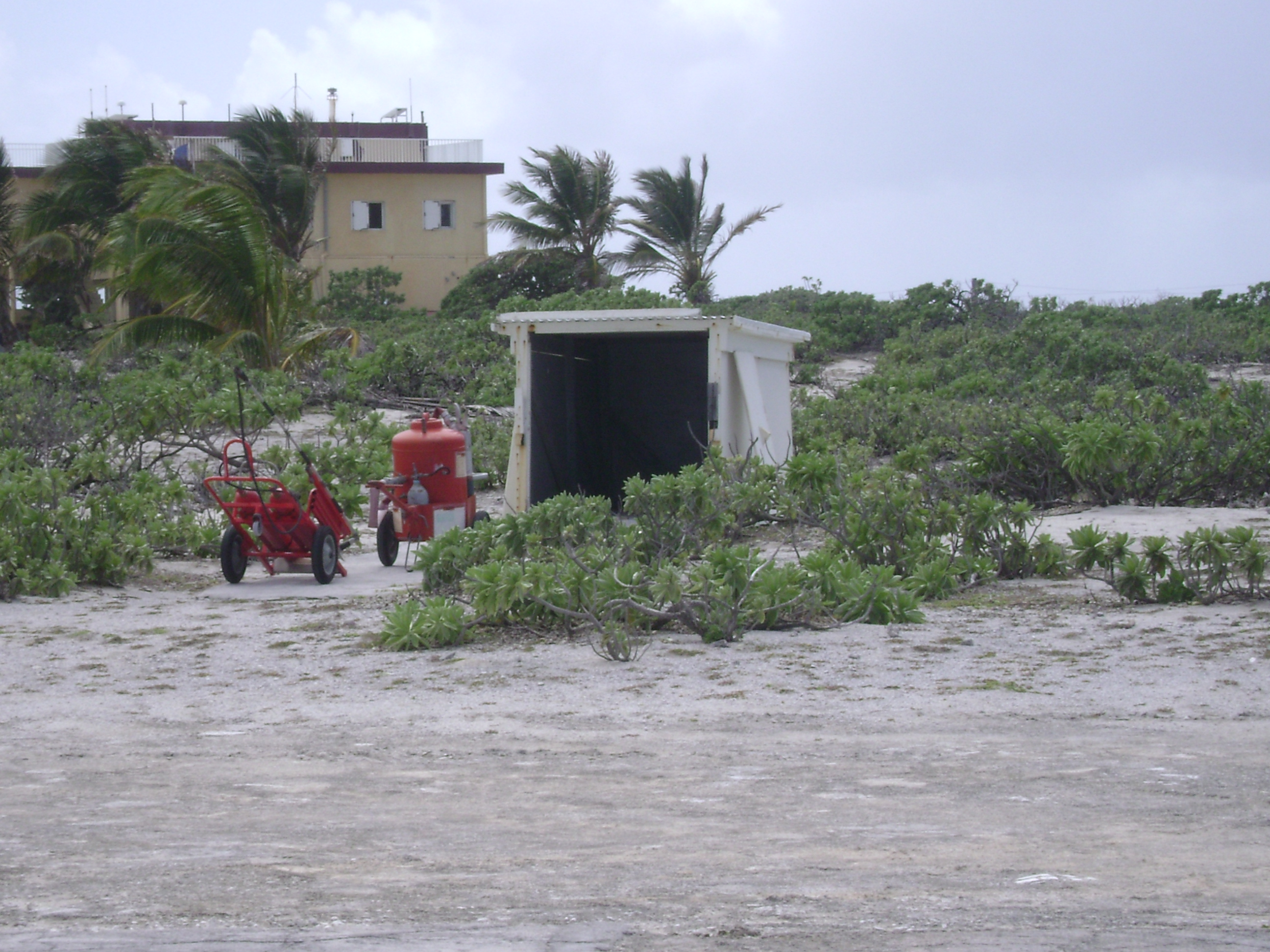
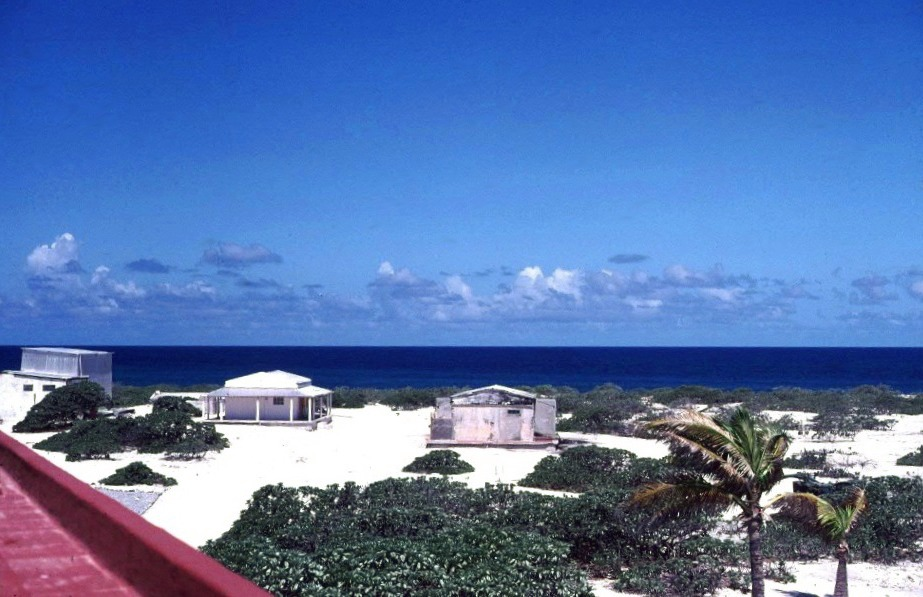
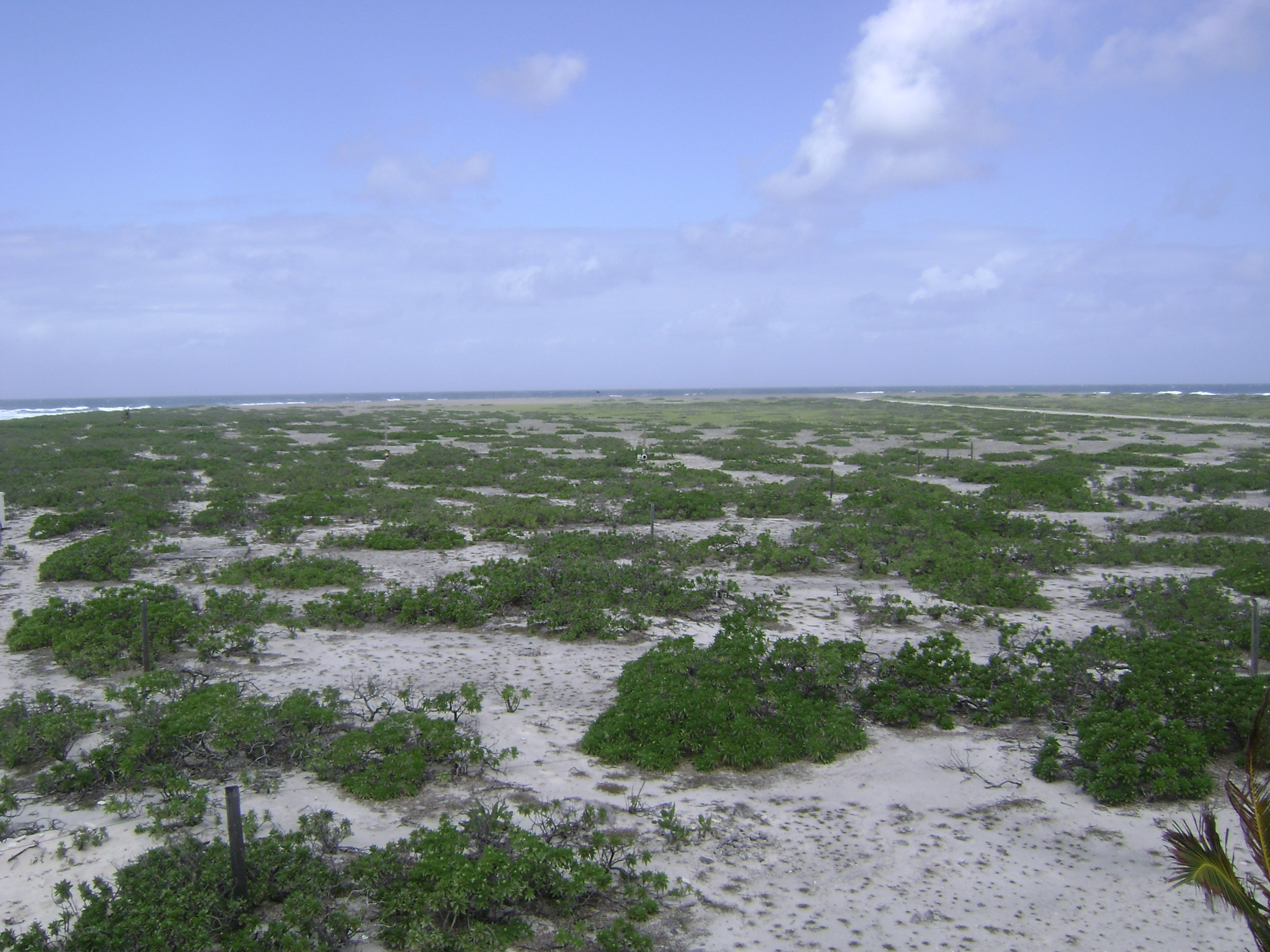
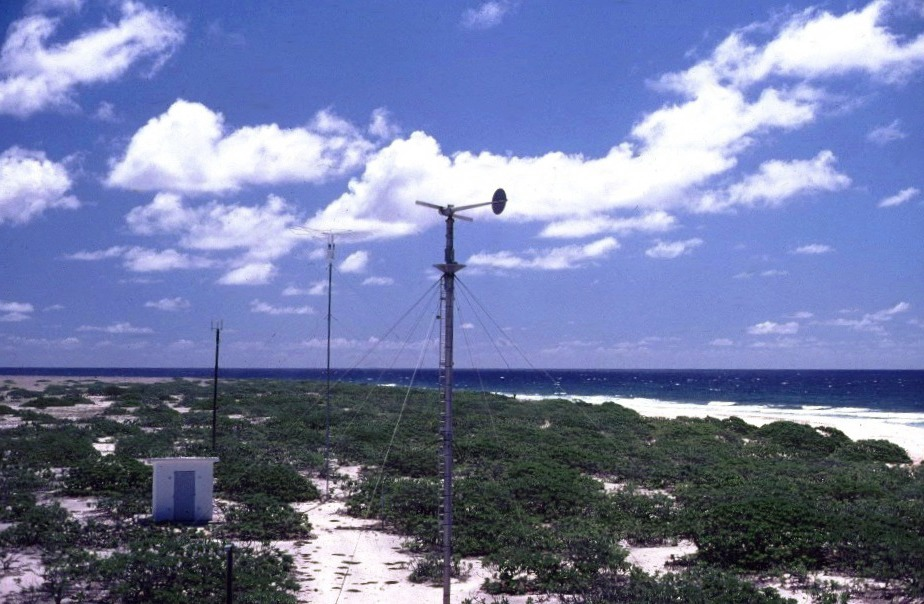
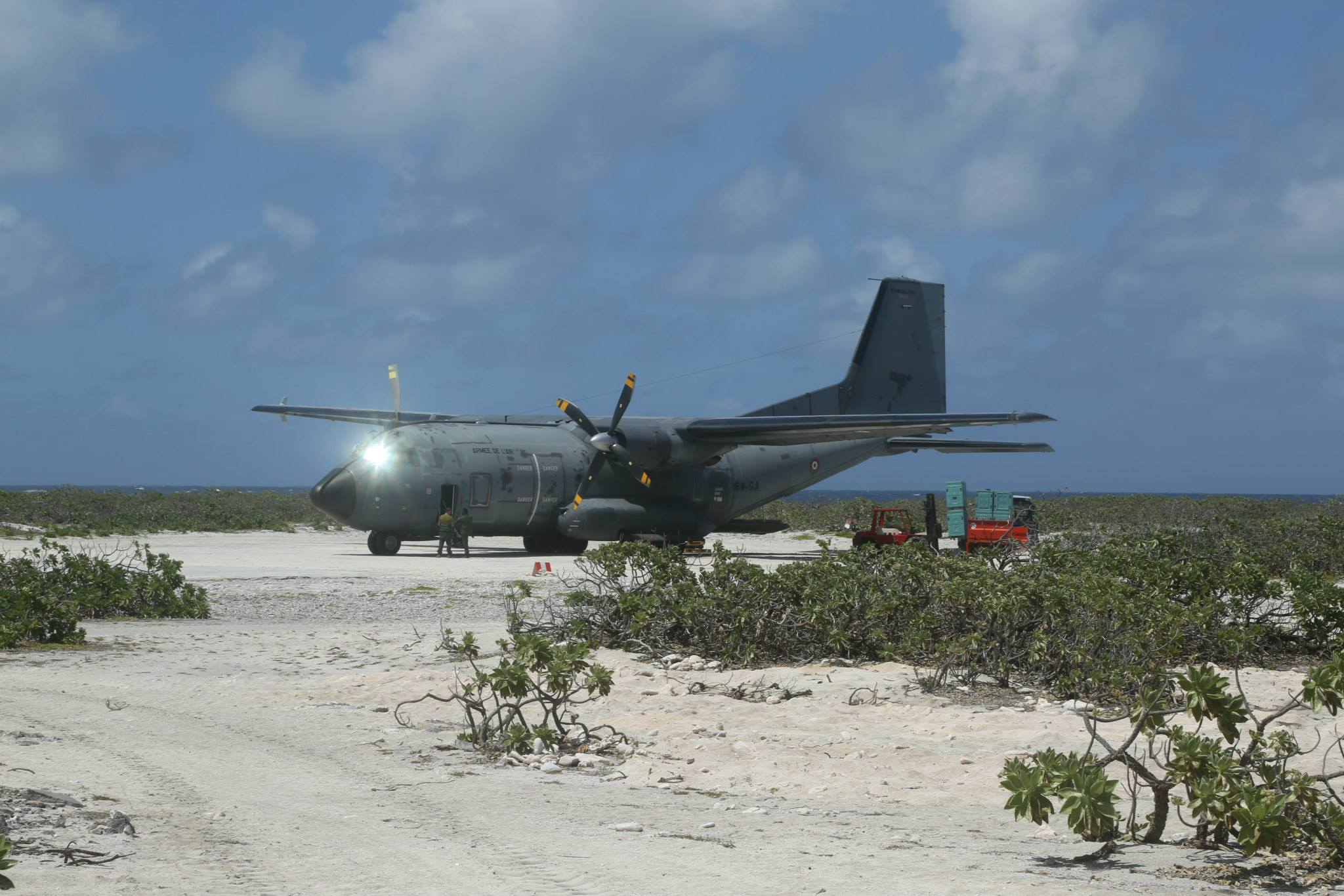